# Gustaf Dahlberg
Gustaf Dahlberg, född 21 augusti 1875 i Frösö församling, Jämtlands län, död 5 mars 1963 i Oscars församling, Stockholm, var en svensk väg- och vattenbyggnadsingenjör.
Dahlberg, som var son till lantmätare Erik Dahlberg och Charlotta Sofia Wikström, utexaminerades från Kungliga Tekniska högskolan 1898. Han var avdelningsingenjör vid statsbanan genom Bohuslän 1900–1905, arbetschef vid statsbanan Morjärv–Lappträsk 1905–1911, vid statsbanan Gällivare–Porjus 1910–1911, verkställde flera utredningar för Kungliga Järnvägsstyrelsen 1912–1915, var arbetschef vid statsbanorna Lappträsk–Veittijärvi, Veittijärvi–Karungi–Matarengi, Karungi–Haparanda och Haparanda–finska gränsen från 1915 och uppehöll professur i vägbyggnad och kommunikationsteknik vid Kungliga Tekniska högskolan 1923–1928. Han var ledamot av svensk-ryska järnvägskommittén 1915, statens vägingenjör i Uppsala och Gotlands län 1930–1935 samt konsulterande ingenjör i väg- och vattenbyggnadsfacket i Stockholm.